# Internazionali d'Italia 1997
Italian Open 1997 — тенісний турнір, що проходив на відкритих кортах з ґрунтовим покриттям. Це був 54-й турнір Відкритий чемпіонат Італії. Належав до серії Super 9 в рамках Туру ATP 1997, а також до серії Tier I в рамках Туру WTA 1997. І чоловічий і жіночий турніри відбулись на Foro Italico в Римі (Італія). Жіночий турнір тривав з 5 до 11 травня 1997 року, а чоловічий - з 12 до 19 травня 1997 року. Алекс Корретха і Марі П'єрс здобули титул в одиночному розряді.

## Фінальна частина

### Одиночний розряд, чоловіки
Алекс Корретха —  Марсело Ріос 7–5, 7–5, 6–3
- Для Корретхи це був 3-й титул за сезон і 5-й - за кар'єру.

### Одиночний розряд, жінки
Марі П'єрс —  Кончіта Мартінес 6–4, 6–0
- Для П'єрс це був 2-й титул за сезон і 11-й — за кар'єру.

### Парний розряд, чоловіки
Марк Ноулз /  Деніел Нестор —  Байрон Блек /  Алекс О'Браєн 6–3, 4–6, 7–5
- Для Ноулза це був 2-й титул за сезон і 11-й - за кар'єру. Для Нестора це був 2-й титул за сезон і 8-й - за кар'єру.

### Парний розряд, жінки
Ніколь Арендт /  Манон Боллеграф —  Кончіта Мартінес /  Патрісія Тарабіні 6–2, 6–4
- Для Арендт це був 2-й титул за сезон і 11-й — за кар'єру. Для Боллеграф це був 3-й титул за сезон і 26-й — за кар'єру.